# Masque Ngil

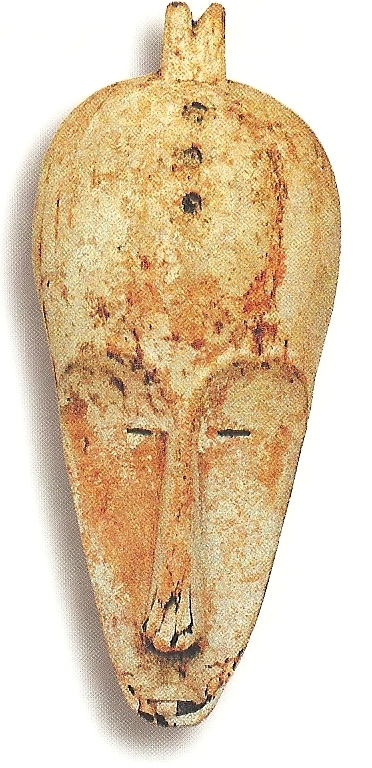
Masque Ngil

Le masque Ngil est un masque traditionnel gabonais originaire du groupe ethnique Fang (Gabon).

## Description
Il est taillé dans du bois tendre et le blanc est fait à l'aide de kaolin.
Le visage est en forme de cœur allongé et le front est bombé. Il possède trois scarifications de forme arrondie sur le front et une coque au sommet de la tête.  

## Utilisation
Ce masque est issue d'une ancienne tradition fang. 
Le "Ngil" était une société (au sens de groupe) à caractère judiciaire. Son but était la recherche et la mise hors d'état de nuire des sorciers beyem chargés d'un esprit mauvais.
L'initiation au "Ngil" comprenait :
- une purification préalable physique et morale ;
- une flagellation ;
- une confession des crimes et/ou des ruptures d'interdits ;
- une épreuve ordalique ;
- une présentation des reliques des ancêtres (byeri) ;
- des sacrifices.

C'était un passage symbolique, de l'état androgyne à l'état adulte, sexuellement défini. Le lieu sacré du "Ngil" était une clairière de brousse, de forme rectangulaire, nommée ésam, avec de grands gisants de terre mouillée de forme vaguement humaine représentant "Ngil" et sa femme. 
Les néophytes devaient ramper devant ces effigies en passant au-dessus d'une fosse dans laquelle étaient cachés des guerriers cherchant à les blesser de leur armes. Ils devaient aussi subir l'épreuve des fourmis. Seuls les hommes pouvaient être initiés au "Ngil". Le "Ngil" était en somme utilisé comme protection de l'individu contre les maléfices et les empoisonnements. Il faisait partie des rituels de régulation de la vie villageoise gabonaise traditionnelle.
Le rituel se poursuivait dans la cour du village au petit matin ou au crépuscule. Armé d'un sabre rituel ou d'un simple gourdin, le "Ngil" était censé détruire les cases des villageois en conflit avec les autres membres de la société. Ces palabres portaient sur les adultères, les vols ou les dettes. Le porteur du masque avait une voix grave qui faisait peur aux femmes et aux enfants.